# Adressekontor
Adressekontor var et anvisningskontor, der meddelte oplysninger om folks navne, livsstillinger og lignende; det virkede som mellemled mellem arbejdsgivere og arbejdssøgende tyende, lærere, kontorister etc.

## Oprindelse
Adressekontorerne stammer tilbage fra det tidlige 17. århundrede. Kontorerne opbevarede lister over arbejdssøgende og arbejdsgivere, samt oplysninger om forskellige genstande der var til salg og andet. Et af de tidligst kendte adressekontor blev oprettet i Paris af lægen Théophraste Renaudot, og han begyndte i 1633 at trykke og offentliggøre disse lister i en periodisk udgivelse med titlen Feuilles du bureau d'adresse. I England blev en lignende udgivelse oprettet i 1637 med titlen Public Advertiser. Det første adressekontor i de tyske riger blev oprettet i 1727 i Preussen.

## Adressekontorer i Danmark
Det første Adressekontor i Danmark blev oprettet med kongeligt privlegium i 1706 af kammerjunker og kongelig køgemester Jacob Frants von der Osten. Det anviste tjenestesøgende plads, udbyde værelser til leje og lignende, og tilbød desuden kommissionsforretninger af enhver art.
Kontorets virksomhed standsede med pestens udbrud 1711, og det var først, da den energiske og foretagsomme bogtrykker og avisudgiver Joachim Wielandt i begyndelsen af 1720'erne optog idéen og forenede sig med den tidligere indehaver, at det efter forskellige vanskeligheder fra myndighedernes side kunne genåbnes 1726.
Foretagendet afbrødes imidlertid atter ved Københavns brand 1728.
Privilegiet på at holde Adressekontor gik derimod efter van der Osten’s og dennes ældste søns død over i hænderne på en prokurator Niels Holm, der åbnede det for publikum nytårsdag 1749.
Det slog dog ikke an; efter en stakket levetid måtte kontoret atter indstille sin virksomhed.
I 1759 arvede agent Hans Holck privilegiet til at holde Adressekontor og under hans ledelse blev det et længerevarende foretagende.
Tilknyttet privilegiet til at holde Adressekontor var også retten til at udgive en annonceavis, Kjøbenhavns Adressecomptoirs Efterretninger eller Adresseavisen. Avisen overlevede til 1908 mens Adressekontorerne overlevede endnu nogle årtier indtil den offentlige Arbejdsformidlingen overtog de vigtigste af dens funktioner.
Fænomenet spredtes snart til provinsen, hvor geskæftige mænd søgte og modtog privilegium på lokale adressekontorer, bl.a. Emanuel Balling som i 1768 oprettede et adressekontor i Helsingør, i Odense i 1772 af Christian Gormsen Biering, og adressekontorer åbnedes i 1786 i Ribe og i 1794 i Aarhus. Der fulgte også udgivelser af lokale adresseaviser med, og mange af disse eksisterer endnu i dag som lokale eller regionale aviser.

## Ekstern henvisning
- Salmonsens leksikon, bind I